# Comuna de Resko
Resko (polaco: Gmina Resko) é uma gminy (comuna) na Polónia, na voivodia de Pomerânia Ocidental e no condado de Łobeski.
De acordo com os censos de 2005, a comuna tem 8.321 habitantes, com uma densidade 29,2 hab/km².

## Área
Estende-se por uma área de 285,24 km².

## Demografia
Dados de 30 de Junho 2004:
|                      | Total   | Total | Mulheres | Mulheres | Homens  | Homens |
| -------------------- | ------- | ----- | -------- | -------- | ------- | ------ |
|                      | pessoas | %     | pessoas  | %        | pessoas | %      |
| População            | 8321    | 100   | 4193     | 50,4     | 4128    | 49,6   |
| Densidade (pop./km²) | 29,2    | 100   | 14,7     | 14,7     | 14,5    | 14,5   |

De acordo com dados de 2002, o rendimento médio per capita ascendia a 1444,1 zł.